# Волошина, Вера Даниловна
Ве́ра Дани́ловна Воло́шина (30 сентября 1919, город Щегловск, Верхо-Томская волость, Кузнецкий уезд, Томская губерния, Россия — 29 ноября 1941, д. Головково, Наро-Фоминский район, Московская область, СССР; по другим данным, 27 ноября) — красноармеец диверсионно-разведывательной группы, входившей в разведотдел штаба Западного фронта. Герой Российской Федерации (1994, посмертно).

## Ранняя биография
Родилась 30 сентября 1919 года в городе Щегловске (на данный момент в черте города Кемерово) в семье шахтёра и учительницы. С первых классов школы занималась гимнастикой и лёгкой атлетикой. В старших классах выиграла чемпионат города по прыжкам в высоту. Её одноклассником и близким другом был Юрий Двужильный. В 1937 году, по окончании десяти классов, переехала в Москву и поступила в Государственный центральный институт физической культуры. Всерьёз увлеклась стрельбой, рисованием и поэзией. В 1936 написала заявление о желании принять участие в гражданской войне в Испании (ей отказали).
Существует ничем не подтвержённая легенда, что в 1935 году скульптор и художник И. Д. Шадр получил госзаказ на создание серии скульптур для строящегося Парка культуры и отдыха имени Горького в Москве. В бассейне Института физкультуры он присмотрел студентку Веру Волошину. Среди остальных двадцати человек она попала в мастерскую художника. Статуя «Девушка с веслом», моделью для которой была Волошина, была установлена у главного входа ЦПКиО в окружении фонтанов. Многочисленные подобия этой статуи впоследствии появились в парках СССР.  На самом же деле Шадр создавал первый вариант «Девушки с веслом» в 1934—1935 годах, когда Волошиной было 15-16 лет, она жила в Кемерово и не могла быть московской студенткой. На несостоятельность легенды аргументированно указывали кемеровский журналист Борис Антонов и историк Николай Галкин. Кроме того, после критики (статуя оказалась полностью обнажённой, что противоречило уже установившимся пуританским нормам) был создан второй вариант статуи, а тиражировались работы совсем другого скульптора.
На первом курсе Волошина в числе других студентов отправилась в зимний спортивный лагерь под Серпуховом. Там она серьёзно простудилась, грипп дал серьёзные осложнения на ноги. Она долго лечилась, но в итоге была вынуждена бросить учёбу в спортивном институте. Она вернулась в Москву и вместе с друзьями из родного города поступила в Московский институт советской кооперативной торговли. В сентябре 1940 года была зачислена курсантом Московского аэроклуба имени Чкалова, где освоила пилотирование самолёта И-153 «Чайка» и занялась прыжками с парашютом.
Летом 1941 года сдала экзамены за третий курс и отправилась в подмосковный Загорск для прохождения производственной практики. 22 июня она вместе с однокурсницами решила посетить музей Троице-Сергиевой лавры. По дороге девушки зашли в универмаг и купили Вере белое шёлковое платье, так как в следующем году она собиралась замуж. В качестве жениха Веры, начиная с ее главного биографа Г.Н.Фролова, часто указывают Юрия Двужильного, но вероятнее всего, это не так — если когда-то в школьные годы в родном городе между ними и была взаимная симпатия, то, когда они стали студентами, общение между ними прекратилось. Вероятнее всего, у Веры в Москве появился другой молодой человек, о чём есть косвенные упоминания в её письмах родным.

## Война
После начала Великой Отечественной войны была мобилизована на рытьё окопов и противотанковых рвов на подступах к Москве. В октябре добровольно вступила в ряды Красной армии и была зачислена в войсковую часть № 9903 разведотдела штаба Западного фронта, созданную для работы в тылу врага. 21 октября 1941 года ушла на своё первое задание в район подмосковной станции Завидово. Группа без потерь вернулась в Москву 6 ноября.
В рядах войсковой части № 9903 вместе с ней служили, в частности, Зоя Космодемьянская, Илья Кузин, Елена Колесова, Иван Банов.
21 ноября 1941 в составе боевой группы ушла в тыл немецких войск. Командиром был назначен Павел Проворов, комсоргом — Волошина. Группа Проворова из 10 человек, в основном вчерашних школьников (Вера Волошина была самой старшей в группе), имела задание в соответствии с приказом Сталина № 0428 («Разрушать и сжигать дотла все населенные пункты в тылу немецких войск») сжечь в течение 5-7 дней 10 населенных пунктов: Анашкино, Петрищево, Ильятино, Пушкино, Бугайлово, Грибцово, Усатново, Грачёво, Михайловское, Коровино. По плану в тыл группа шла вместе с группой Бориса Крайнова, в состав которой входила и З. А. Космодемьянская (с задачей сжечь 9 деревень). После перехода фронта группы должны были разделиться и начать действовать самостоятельно. Однако при переходе фронта объединённый отряд попал под огонь противника и распался на две случайные по составу группы. Группа Крайнова-Космодемьянской отправилась в сторону деревни Петрищево.
Хуже было то, что только у группы Крайнова — Космодемьянской была карта. Замкомандира группы Проворова, Алексей Фёдорович Голубев, позже констатировал, что из-за этого фактора группа оказалась без возможности действовать в тылу. Подчинённые Голубева и Волошина среди них застряли в лесу между Большими Семенычами, Радчино и Головково. В окрестностях Радчино молодые партизаны отправили 16-летнего Николая Морозова на разведку в деревню, но тот с задания не вернулся. Выданный недельный паёк заканчивался и было принято решение выходить к своим.
Глубокой ночью 27 ноября группа Волошиной перешла дорогу между деревней Якшино и совхозом Головково (Наро-Фоминский район). Под снег были заложены несколько мин. Внезапно группа попала под кинжальный огонь немцев. По версии писателя и журналиста Георгия Фролова, посвятившего жизнь восстановлению биографии Волошиной, группа потеряла двух человек, саму Волошину и танкиста-окруженца. Наталья Самойлович и двое бойцов впоследствии попытались организовать поиски и вернулись на поляну, где нашли только лишь тело убитого танкиста, но не Волошину. По версии официального партизанского отчёта, Волошина "отстала". Потеряв Веру, оставшиеся члены группы вышли к своим в районе деревни Еремино.
Потерявшаяся Волошина была задержана в ранние часы утра 27 ноября на участке III батальона 19-го пехотного полка 7-й пехотной дивизии. Её доставили в штаб 19-го пехотного полка в Головково. Согласно немецким документам, одетая в солдатскую шинель девушка представилась "Верой Горой" и при обыске у неё были изъяты компас и револьвер. На допросе Волошина заявила немцам, что является артисткой массовки на съёмках фильма о советских женщинах на фронте и в тылу. Немцы подвергли задержанную жестоким пыткам. В допросе задержанной участвовал командир 19-го полка полковник Герман Пюркхауэр, написавший отчёт уже 28 ноября. Под пытками Волошина созналась, что является членом группы, заброшенной за линию фронта для дезорганизации немецкого тыла, после чего Пюркхауэр вынес приговор о казни задержанной. Новейшие документы и фотографические источники, обнаруженные после 2020 г., позволяют с долей уверенности утверждать, что немцы не стали ждать и казнили Веру сразу после жестокого допроса, т. е. широко распространённая дата гибели 29 ноября должна быть скорректирована на 27 число.
Долгое время Волошина числилась в списках без вести пропавших. Только в 1957 году благодаря поисковому труду писателя и журналиста Г. Н. Фролова удалось узнать о том, как именно погибла Вера Волошина, и найти её могилу.

## Гибель
Местные жители сообщили, что Волошина была повешена немцами 29 ноября 1941 года в совхозе Головково. Вот как описывала её гибель свидетельница казни:
Привезли её, бедную, на машине к виселице, а там и петля болтается на ветру. Кругом немцы собрались, много их было. И наших пленных, что работали за мостом, пригнали. Девушка лежала в машине. Сначала не видно было её, но когда опустили боковые стенки, я так и ахнула. Лежит она, бедняжка, в одном исподнем белье, да и то оно порвано, и вся в крови. Два немца, толстые такие, с чёрными крестами на рукавах, залезли в машину, хотели помочь ей подняться. Но девушка оттолкнула немцев и, уцепившись одной рукой за кабину, поднялась. Вторая рука у неё была, видно, перебита — висела как плеть. А потом она начала говорить. Сначала она говорила что-то, видать, по-немецки, а потом, стала по-нашему.

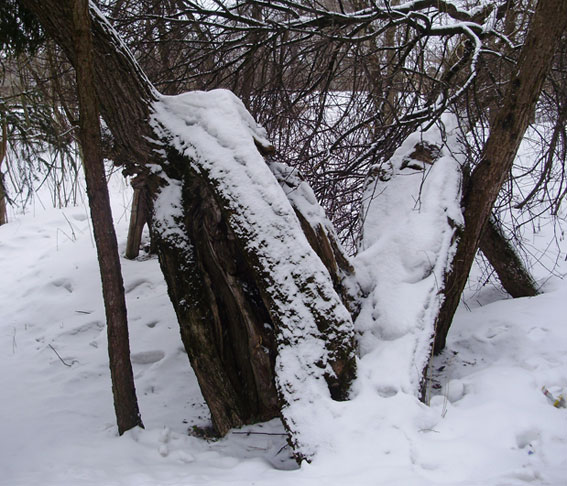
Ива, на которой произошла казнь Волошиной через повешение. 2009 год

— Я, — говорит, — не боюсь смерти. За меня отомстят мои товарищи. Наши всё равно победят. Вот увидите!

И девушка запела. И знаешь, какую песню? Ту самую, что каждый раз поют на собраниях и по радио играют утром и поздно вечером.

— «Интернационал»?

— Да, эту самую песню. А немцы стоят и молча слушают. Офицер, который командовал казнью, что-то крикнул солдатам. Они набросили девушке петлю на шею и соскочили с машины.

Офицер подбежал к шофёру и дал команду трогать с места. А тот сидит, побелел весь, видать, не привык ещё людей вешать. Офицер выхватил револьвер и кричит что-то шофёру по-своему. Видимо, ругался очень. Тот словно проснулся, и машина тронулась с места.
Девушка ещё успела крикнуть, да так громко, что у меня кровь застыла в жилах: «Прощайте, товарищи!» Когда я открыла глаза, то увидела, что она уже висит.
Только после отступления врага в середине декабря жители Головкова сняли тело Волошиной с придорожной ивы и с почестями похоронили здесь же. Позднее её останки были перенесены в братскую могилу в Крюкове. После войны в немецких архивах были найдены фотографии повешенной девушки, на которых, вероятно, запечатлена казнь Веры Волошиной. В день её казни, в десяти километрах от Головкова, в деревне Петрищево была повешена Зоя Космодемьянская. Юрий Двужильный погиб в бою в ходе Могилёвской операции.

Вместе с тем в 2023 году в архивных документах немецкой 292-й пехотной дивизии был обнаружен доклад командира 19-го пехотного полка о допросе некоей Веры Горы, задержанной в 8 часов утра 27 ноября 1941 года. По многочисленным совпадениям данных этой девушки с биографией Веры Волошиной можно практически однозначно утверждать, что задержанной была именно Волошина. В отчете указывалось, что сначала Вера пыталась выдать себя за статиста, принимавшего участия в съемках пропагандистского советского фильма о женщинах-военнослужащих. Эта версия первоначально казалась немцам правдоподобной, но в рассказе девушки обнаружились противоречия и тогда к ней были применены "жесткие методы допроса", после чего она начала давать признательные показания. В ходе последующего допроса Вера Волошина сообщила известные ей сведения о подготовке диверсионных групп и своем задании. Доклад заканчивался такими словами: 
Поскольку эту женщину, по мнению командования полка, следует квалифицировать как партизанку, то она будет расстреляна и затем в целях предострежения населения повешена с табличкой «Эта девушка была членом группы поджигателей»
Имеющиеся трофейные фотографии повешенной Веры Волошиной соответствуют деталям, указанным в докладе (на фотографиях присутствует та самая табличка). Таким образом можно с высокой вероятностью утверждать, что описание казни девушки, данное якобы свидетелями ее гибели, не являются достоверными - Вера Волошина была расстреляна и только потом повешена. При этом существуют свидетельства, что первоначально немцы ее повесили на воротах над дорогой и только потом, так как тело мешало проезду, его перевесили на придорожную иву, где оно и оставалось до похорон.  
В г. Кемерово есть улица Веры Волошиной, которая пересекается с улицей Юрия Двужильного.
В ноябре 2020 года иву, на которой была повешена Волошина, спилили.

## Посмертное награждение
27 января 1966 в газете «Правда» вышел очерк Георгия Николаевича Фролова «Орден дочери». В сентябре, когда начались торжественные мероприятия, посвящённые сражению под Москвой, секретарь Президиума ВС СССР М. П. Георгадзе вручил орден Отечественной войны I степени матери Веры Даниловны Волошиной.
6 мая 1994 года президент России Б. Н. Ельцин издал указ о присвоении разведчице Волошиной звания Героя Российской Федерации (посмертно).

## Награды
- Герой Российской Федерации (6 мая 1994, посмертно) — за мужество и героизм, проявленные в борьбе с немецко-фашистскими захватчиками в годы Великой Отечественной войне 1941-1945 годов
- орден Отечественной войны I степени (6 мая 1965, посмертно)

## Музеи
- Клуб «Память» (бывший музей Веры Волошиной[11]) (деревня Крюково Наро-Фоминского района)
- Музей имени Веры Волошиной и Юрия Двужильного (город Кемерово, школа № 12)
- Музей Веры Волошиной (г. Москва, Севастопольский пр-кт, 11А, ГБПОУ ОК «Юго-Запад»)
- Часть экспозиции Наро-Фоминского историко-краеведческого музея (г. Наро-Фоминск Московской области).
- Часть экспозиции музея истории кооперации в Российском университете кооперации (г. Мытищи, ул. Веры Волошиной, д. 12/30)

## Память
- Памятник в деревне Крюково Наро-Фоминского района Московской области.
- Памятник в деревне Головково Наро-Фоминского района Московской области.
- Её именем названы улицы в городах Кемерово, Новокузнецке, Белово (Кемеровская область), Дагестанских Огнях, Мытищах, Москве.
- Имя Веры Волошиной носит несколько образовательных учреждений:
  - Дом детского творчества в г. Наро-Фоминске.
  - Школа № 12 в г. Кемерово.
  - МАОУ лицей д. Головково Наро-Фоминского района Московской области, где погибла героиня
- Её именем назван городской парк в г. Кемерово.
- Имя героини было присвоено судну Азовского пароходства[12].
- Именем героини названа малая планета 2009 Voloshina.
- Документальный фильм «Вера Волошина: убитая дважды» (студия «Третий Рим», 2007 г.).
- С 2003 года на Ярославском направлении Московской железной дороги стал курсировать электропоезд пригородного сообщения «имени Героя России Веры Волошиной».
- В постоянной экспозиции Наро-Фоминского историко-краеведческого музея хранится белое платье, купленное Верой Волошиной 22 июня 1941 года для свадьбы с Юрием Двужильным[13].

Памятник Вере Волошиной в деревне Крюково Наро-Фоминского района Московской области
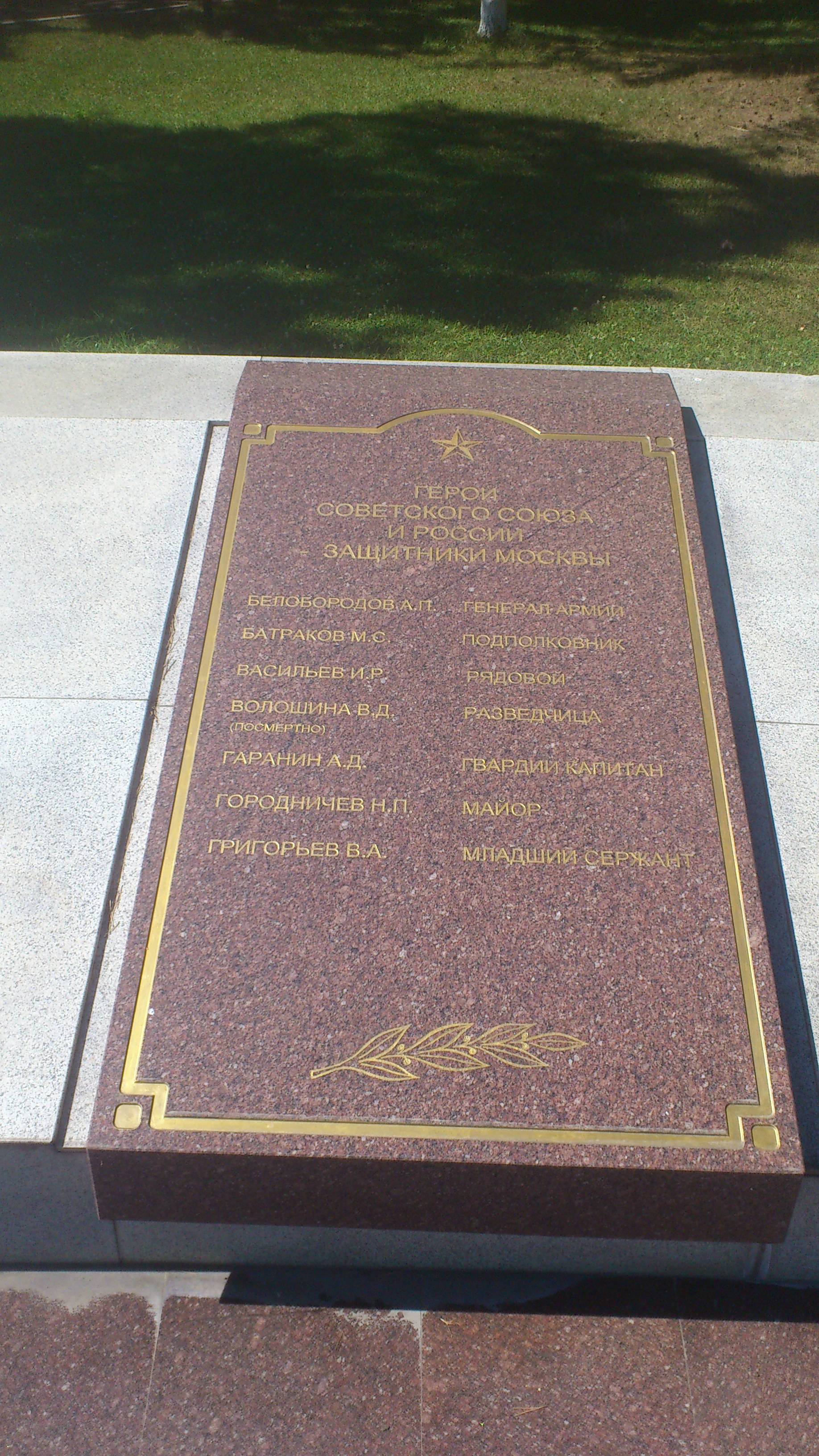
Имя В. Д. Волошиной высечено на плите мемориального комплекса «Воинам-сибирякам»
Мемориальный комплекс «Воинам-сибирякам», Ленино-Снегирёвский военно-исторический музей
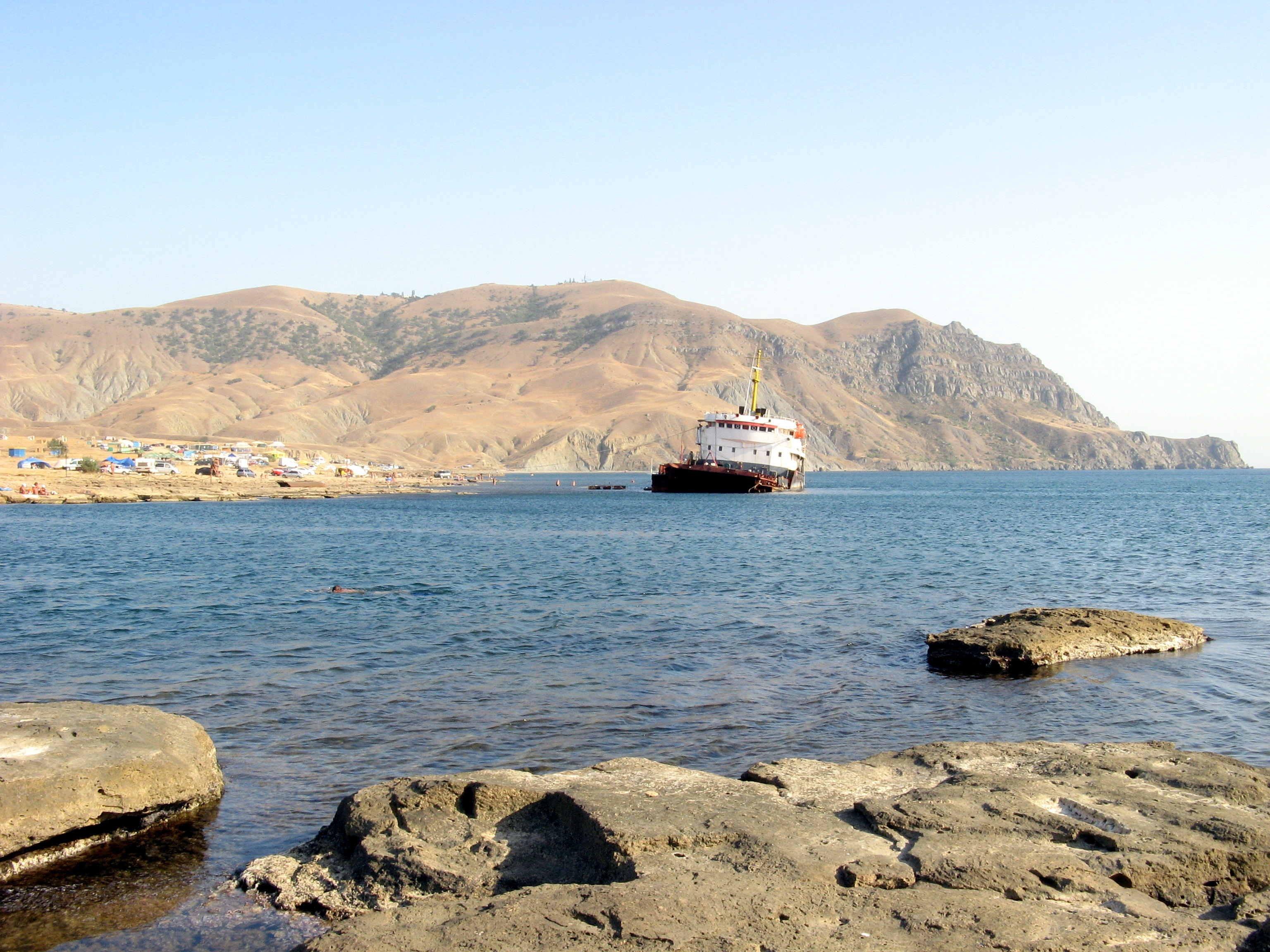
Судно «Вера Волошина», севшее на мель 11 ноября 2007 года у Меганома